# Северная линия (Лондон)
Северная линия (англ. Northern line) — линия Лондонского метрополитена. На схемах метро она обозначается чёрным цветом.
Несмотря на своё название, не является самой северной из 11 линий Лондона, в то же время протягивается на юг дальше всех остальных. Имеет разветвлённую схему, так как объединяет дороги, принадлежавшие в 1920-х разным компаниям. Из 52 станций 38 находятся под землёй.

## Продление линии
20 сентября 2021 года продлена на 3,2 км (2 мили).